# هنري برترام
هنري برترام (بالألمانية: Henry Bertram)‏ هو ضابط ألماني، ولد في 5 أكتوبر 1825 في أوكرمونده في ألمانيا، وتوفي في 25 سبتمبر 1878 في جونو في الولايات المتحدة.